# Arnaldo Prati
Arnaldo Prati (Roccabianca, 15 novembre 1939 – Parma, 29 maggio 2011) è stato un arbitro di calcio italiano.

## Carriera
Ha iniziato a dirigere per la sezione di Parma in Serie C nel 1967, trentaduenne ha esordito nel campionato cadetto a Massa il 30 maggio 1971 dirigendo il derby toscano Massese-Livorno (0-0) in Serie B ha diretto 97 incontri in undici stagioni consecutive, nel 1973 arriva al top debuttando nella massima serie il 22 aprile a Firenze nella gara Fiorentina-Palermo (3-0) dirige nel massimo campionato italiano per nove stagioni arbitrando 61 partite, la sua ultima direzione in Serie A è stata Ascoli-Cagliari (2-1) del 7 marzo 1982. Ha diretto anche 27 partite in Coppa Italia.
Non è stato un arbitro internazionale ma è stato assistente dell'arbitro Alberto Michelotti in una ventina di partite internazionali.

## Biografia
Arnaldo Prati, "Bibi" per gli amici, nativo di Roccabianca sul confine lombardo del parmense, era figlio di Gianna Pecorari, partigiana e medaglia di bronzo al valore militare, e di Aldo Prati, disperso in Russia, quando il figlio Arnaldo non aveva che un paio di anni. Di professione è stato Vigile Urbano a Parma e anche titolare di un'agenzia di pratiche automobilistiche.